# Grammy Award al miglior album strumentale contemporaneo
Il Grammy Award al miglior album strumentale contemporaneo (Grammy Award for Best Contemporary Instrumental Album) è un premio dei Grammy Award conferito dalla National Academy of Recording Arts and Sciences per la qualità del miglior album discografico di genere pop strumentale.
Il premio va all'artista, produttore e fonico/mixer di oltre il 50% del tempo di riproduzione dell'album vincitore. Un produttore o ingegnere/mixer che ha lavorato per meno del 50% del tempo di riproduzione, così come l'ingegnere di mastering, può richiedere un "certificato di vincitore".
Il premio è assegnato dal 2001 al 2014 con il nome Grammy Award al miglior album pop strumentale (Grammy Award for Best Pop Instrumental Album).

## Vincitori e candidati

### Miglior album pop strumentale

#### Anni 2000
- 2001 [1]
  - Symphony No. 1 - Joe Jackson
  - Audio - Blue Man Group

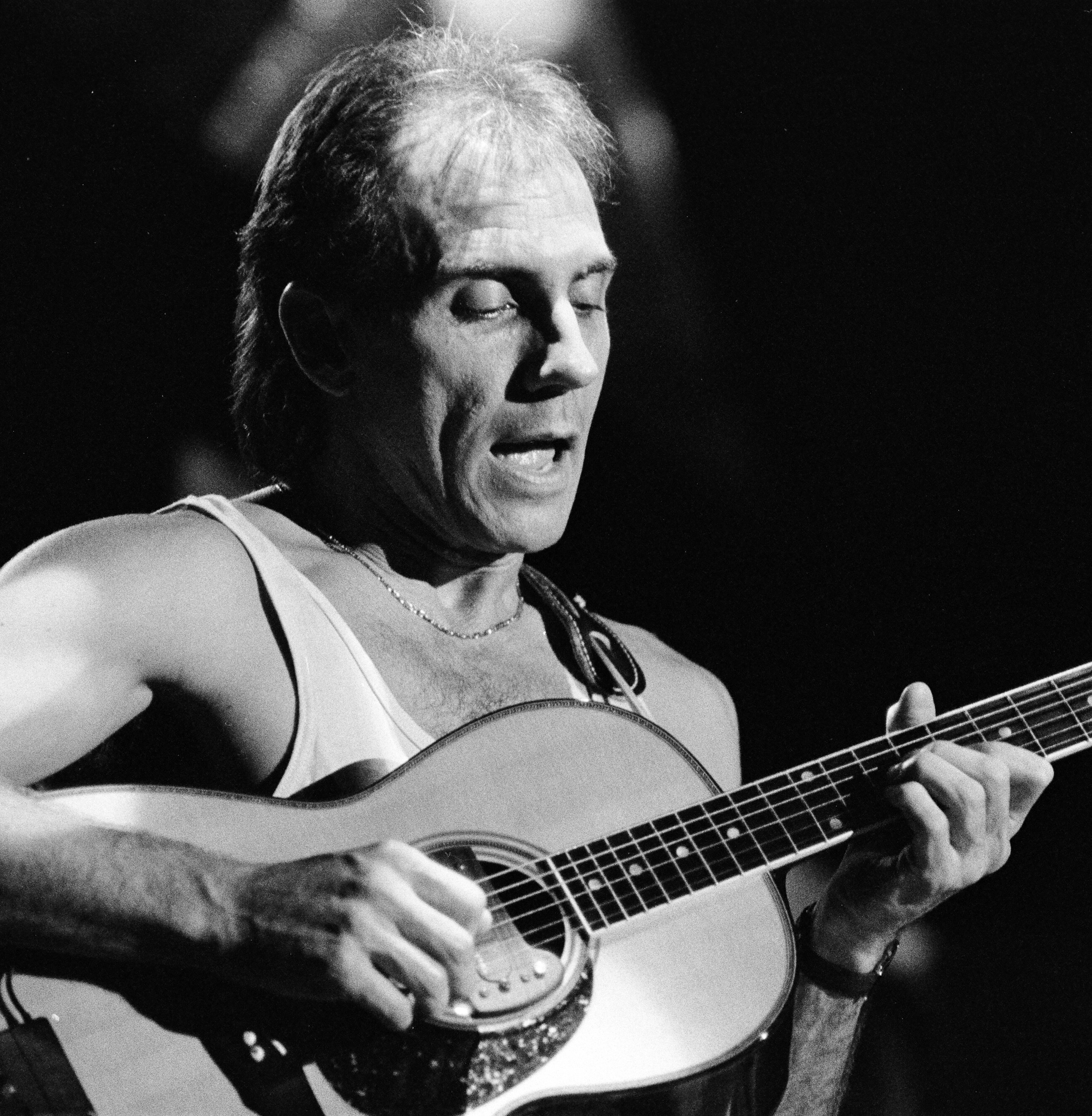
Larry Carlton ha vinto due volte in questa categoria.

  - Faith: A Holiday Album - Kenny G
  - Pieces in a Modern Style - William Orbit
  - Hymns in the Garden - Kirk Whalum
- 2002[2]
  - No Substitutions - Live in Osaka - Larry Carlton e Steve Lukather
  - AArt - Acoustic Alchemy
  - A Smooth Jazz Christmas - Dave Koz and Friends
  - Voice - Neal Schon
  - Unconditional - Kirk Whalum
- 2003[3]
  - Just Chillin' - Norman Brown
  - Paradise - Kenny G
  - Ride - Boney James
  - The Power of Love - John Tesh
  - The Christmas Message - Kirk Whalum
- 2004 [4]
  - Mambo Sinuendo - Ry Cooder e Manuel Galban
  - Peace - Jim Brickman
  - Wishes: A Holiday Album - Kenny G
  - N.E.W.S - Prince
  - Night Divides the Day – The Music of the Doors - George Winston
- 2005[5]
  - Henry Mancini: Pink Guitar - AA.VV.
  - Pure - Boney James
  - Saxophonic - Dave Koz
  - Forever, for Always, for Luther - AA.VV.
  - EP 2003: Music for the Epicurean Harkener - Mason Williams
- 2006[6]
  - At This Time - Burt Bacharach
  - Bloom - Eric Johnson
  - Naked Guitar  - Earl Klugh
  - Belladonna - Daniel Lanois
  - Flipside - Jeff Lorber
- 2007[7]
  - Fingerprints - Peter Frampton
  - New Beginnings - Gerald Albright
  - Fire Wire - Larry Carlton
  - X - Fourplay
  - Wrapped in a Dream - Spyro Gyra
- 2008[8]
  - The Mix-Up - Beastie Boys
  - Italia - Chris Botti
  - At the Movies - Dave Koz
  - Good to Go-Go - Spyro Gyra
  - Roundtrip - Kirk Whalum
- 2009[9]
  - Jingle All the Way - Béla Fleck and the Flecktones
  - Sax for Stax - Gerald Albright
  - Greatest Hits Rerecorded, Volume One - Larry Carlton
  - The Spice of Life - Earl Klugh
  - A Night Before Christmas - Spyro Gyra

#### Anni 2010
- 2010[10]
  - Potato Hole - Booker T. Jones
  - Chris Botti In Boston - Chris Botti
  - Legacy - Hiroshima
  - Modern Art - The Rippingtons e Russ Freeman
  - Down the Wire - Spyro Gyra
- 2011[11]
  - Take Your Pick - Larry Carlton e Tak Matsumoto
  - Pushing the Envelope - Gerald Albright
  - Heart and Soul - Kenny G
  - Singularity - Robby Krieger
  - Everything Is Everything: The Music of Donny Hathaway - Kirk Whalum
- 2012[12]
  - The Road from Memphis - Booker T. Jones
  - Wish Upon a Star: A Tribute to the Music of Walt Disney - Jenny Oaks Baker
  - E Kahe Malie - Daniel Ho
  - Hello Tomorrow - Dave Koz
  - Setzer Goes Instru-Mental! - Brian Setzer
- 2013[13]
  - Impressions - Chris Botti
  - 24/7 - Gerald Albright e Norman Brown
  - Four Hands and a Heart Volume One - Larry Carlton
  - Live at the Blue Note Tokyo - Dave Koz
  - Rumbadoodle - Arun Shenoy
- 2014[14]
  - Steppin' Out - Herb Alpert
  - The Beat - Boney James
  - HandPicked - Earl Klugh
  - Summer Horns - Dave Koz, Gerald Albright, Mindi Abair e Richard Elliot
  - Hacienda - Jeff Lorber Fusion

### Miglior album strumentale contemporaneo

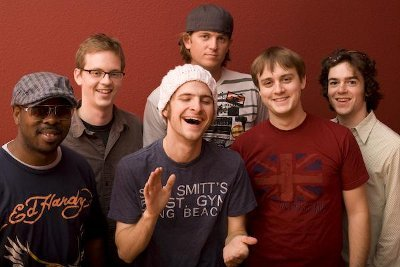
La band Snarky Puppy.ha vinto 4 volte in questa categoria.

#### Anni 2010
- 2015[15]
  - Bass & Mandolin - Chris Thile e Edgar Meyer
  - Wild Heart - Mindi Abair
  - Slam Dunk - Gerald Albright
  - Nathan East - Nathan East
  - Jazz Funk Soul - Jeff Lorber, Chuck Loeb ed Everette Harp
- 2016[16]
  - Sylva - Snarky Puppy e Metropole Orkest
  - Guitar in the Space Age! - Bill Frisell
  - Love Language - Wouter Kellerman
  - Afrodeezia - Marcus Miller
  - The Gospel According to Jazz, Chapter IV - Kirk Whalum
- 2017[17]
  - Culcha Vulcha - Snarky Puppy
  - Human Nature - Herb Alpert
  - When You Wish Upon a Star - Bill Frisell
  - Way Back Home: Live from Rochester, NY - Steve Gadd Band
  - Unspoken - Chuck Loeb
- 2018
  - Prototype - The Jeff Lorber Fusion
  - What If - Jerry Douglas Band
  - Spirit - Alex Han
  - Mount Royal - Julian Lage e Chris Eldridge
  - Bad Hombre - Antonio Sanchez
- 2019[18]
  - Steve Gadd Band - Steve Gadd Band
  - The Emancipation Procrastination - Christian Scott aTunde Adjuah
  - Modern Lore - Julian Lage
  - Laid Black - Marcus Miller
  - Protocol 4 - Simon Phillips

#### Anni 2020
- 2020[19]
  - Mettaevolution - Rodrigo y Gabriela
  - Ancestral Recall - Christian Scott aTunde Adjuah
  - Star People Nation - Theo Croker
  - Beat Music! Beat Music! Beat Music! - Mark Guiliana
  - Elevate - Lettuce
- 2021[20]
  - Live at the Royal Albert Hall - Snarky Puppy
  - Axiom - Christian Scott aTunde Adjuah
  - Chronology of a Dream: Live at the Village Vanguard - Jon Batiste
  - Take The Stairs - Black Violin
  - Americana - Grégoire Maret, Romain Collin e Bill Frisell
- 2022[21]
  - Tree Falls - Taylor Eigsti
  - Double Dealin' - Randy Brecker ed Eric Marienthal
  - The Garden - Rachel Eckroth
  - At Blue Note Tokyo - Steve Gadd Band
  - Deep: The Baritone Sessions Vol. 2 - Mark Lettieri
- 2023[22]
  - Empire Central - Snarky Puppy
  - Between Dreaming and Joy - Jeff Coffin
  - Not Tight - Domi and JD Beck
  - Blooz - Grant Geissman
  - Jacob's Ladder - Brad Mehldau
- 2024[23][24]
  - As We Speak – Béla Fleck, Zakir Hussain, Edgar Meyer ft. Rakesh Chaurasia
  - On Becoming – House of Waters
  - Jazz Hands – Bob James
  - The Layers – Julian Lage
  - All One – Ben Wendel

- 2025[25]
  - Plot Armor – Taylor Eigsti
  - Rhapsody in Blue – Béla Fleck
  - Orchestras (Live) – Bill Frisell featuring Alexander Hanson, Brussels Philharmonic, Rudy Royston & Thomas Morgan
  - Mark – Mark Guiliana
  - Speak to Me – Julian Lage